# Машталер Гаврило Архипович
Гаврило (Гавриїл) Архипович Машталер (1 липня 1902, Одеса — 4 серпня 1981, Київ) — український радянський науковець-біолог, педагог, художник. Доктор біологічних наук (1938), професор (1938). Дослідник впливу низьких температур на живі організми, геронтології, проблем людської психіки, розробник мічурінської концепції довголіття.
Починав як живописець, входив до Товариства південноросійських художників. Після закінчення Одеського інституту народної освіти розпочав наукову кар'єру. 11 років праці віддав своїй alma mater (1933—1944), після чого працював у багатьох закладах вищої освіти України, найтриваліше — в Івано-Франківському державному медичному інституті (1963—1976).
У наукову історію увійшов з полярною репутацією — визнаючи низку важливих досліджень та відкриттів, зроблених Гаврилом Машталером, біологи підкреслюють, що він був затятим радянським пропагандистом, який відкидав напрацювання ламаркістів нової хвилі та мав своєрідні погляди на широкий спектр біологічних та медичних питань, зокрема заперечував рак як серйозне захворювання.

## Життєпис

Могила Гаврила Машталера, Байкове кладовище

Народився 1 липня 1902 року в Одесі. Мати — домогосподарка, батько — візник (биндюжник). Батьки походили з села Шарівка (теперішня Хмельниччина).
З 9 років допомагав батькам на Одеському цегельному заводі. У 1917 році закінчив Вище початкове училище Одеси, у 1920 році — відділення живопису Одеського художнього училища. Входив до оточення Киріака Костанді, був членом Товариства південноросійських художників та Товариства художників імені Киріака Костанді. Брав участь у низці мистецьких виставок як професійний художник. Учень професора Тита Дворникова.
Під час Голодомору 1921—1923 років працював на міському млині, в роки Нової економічної політики — народним вчителем в Подільській губернії (села Борбухи та Ярмолинці).
З 1925 по 1929 роки навчався на біологічному відділенні Одеського інституту народної освіти. Учень професорів Миколи Лігнау, Федора Породка, Георгія Потапенка, Миколи Загоровського, Якова Бардаха. Головним наставником Гаврила Машталера був професор Дмитро Третьяков, під керівництвом якого той навчався в аспірантурі.
Станом на 1925 рік жив на вулиці Балтська дорога (Пересип). З 1926 року — на вулиці Комінтерну, будинок № 2. Паралельно з навчанням був лектором профспілкового активу Одеси.
З 1929 року — паралельно асистент трьох навчальних закладів: Одеського медичного інституту, Одеського інституту професійної освіти та сільськогосподарського інституту. В медичному інституті проводив семінари з діалектичного матеріалізму, в інституті професійної освіти викладав практичні заняття з курсу загальної біології.
З 1933 року — доцент новоствореного біологічного факультету, виконувач обов'язків завідувача кафедри дарвінізму та генетики Одеського державного університету. Викладав загальні курси з біології, історії біології, дарвінізму тощо. З 1933 по 1944 роки — голова біологічної секції Одеського обласного товариства «Знання» України.
У 1938 році здобув науковий ступінь доктора біологічних наук, захистивши дисертацію на тему «Роль фенотипической и генотипической приспособленности в эволюции организмов» (науковий консультант — професор Дмитро Третьяков). У тому ж році затверджений у вченому званні професора. З 1938 по 1944 рік — директор університету марксизму-ленінізму при ОДУ для наукових співробітників.
В цей період був членом редакційних колегій та редактором наукових робіт ОДУ, членом Вченої ради, секретарем партійного бюро біологічного факультету. Під час німецько-радянської війни займався антифашистською діяльністю в пресі, проводив лекції на зборах трудових колективів. У липні 1941 року евакуйований з Одеси разом з колективом ОДУ — спочатку в Осипенко, потім в Харків, Ворошиловград, та остаточно в Майкоп.
З вересня 1941 року — декан біологічного факультету ОДУ. Займався науково-дослідною роботою в лабораторії експериментальної біології, вивчав властивості алое як лікарського засобу. У серпні 1942 року вдруге евакуйований з колективом в курортне туркменське містечко Байрам-Алі, де ОДУ став головним науковим та культурним центром. Був одним з засновників Антифашистського комітету при Академії наук ТРСР, пізніше — головою його міського осередку.
У 1944 році, після повернення ОДУ до Одеси, звільнився з університету та протягом року викладав діалектичний матеріалізм в Київському педагогічному інституті імені Максима Горького. З 1945 по 1946 роки — завідувач кафедри філософії Московського державного педагогічного інституту імені В. І. Леніна. У 1946 році повернувся до Києва, де протягом 8 років очолював кафедру зоології та дарвінізму в педагогічному інституті.
З 1954 року — професор кафедри дарвінізму Київського державного університету імені Тараса Шевченка. З 1959 року — завідувач кафедри біології та загальної генетики Вінницького державного медичного інституту імені Миколи Пирогова, через два роки — професор цієї кафедри. У Вінниці досліджував, зокрема, проблеми людської психіки, питання вегетативної гібридизації тварин.
З 1963 року — професор кафедри біології та загальної генетики Івано-Франківського державного медичного інституту, в якому досліджував, зокрема, геронтологію. Протягом року (1964—1965) обіймав посаду професора кафедри зоології Уманського державного педагогічного інституту.
Автор близько 130 наукових робіт, дослідник впливу низьких температур на живі організми, розробник мічурінської концепції довголіття. Науковий керівник та консультант низки докторів та кандидатів наук. Серед учнів Гаврила Машталера, зокрема, професор Прокіп Іванченко.
Донька — кандидат біологічних наук, наукова співробітниця Інституту молекулярної біології і генетики АН УРСР Світлана Машталер.
У 1976 році вийшов на пенсію, в останні роки жив в Києві. Помер на 80-му році життя 4 серпня 1981 року. Похований у Києві, на Байковому кладовищі (ділянка № 33, 50°25′3.83″ пн. ш. 30°30′6.41″ сх. д. / 50.4177306° пн. ш. 30.5017806° сх. д.).

## Погляди та репутація
Вже в першій науковій роботі, «Поняття про вид в біології», виданій під керівництвом професора Дмитра Третьякова, відштовхувався від поглядів Фрідріха Енгельса та Володимира Леніна, та критикував колег, які праці Енгельса ігнорували.
Під час роботи в Вінниці, захопившись дослідженнями людської психіки, пояснював успіх експериментів так званих екстрасенсів Вольфа Мессінга, Марі Кастелло та Михайла Куні роботами Івана Павлова та Івана Сєченова. Можливості згаданих «екстрасенсів» називав «винятковими», особисто зустрічався з Мессінгом в Києві незадовго до його смерті. Вважав, що за допомогою осцилографа можна вивчати біотоки людського мозку.
В цей же період опублікував статтю «Біологія — основа медицини», в якій назвав праці Івана Мічуріна головними для перспектив розвитку медицини. Досліджував геронтологію та довголіття, заперечував рак як серйозне захворювання, оскільки «своєчасно зупинений рак може стати способом омолодження людини». На думку Гаврила Машталера, якщо постійно змінювати обмін речовин в організмі, це призведе до його омолодження. Не тільки хворим, але й здоровим людям, для підвищення загальної «життєвості та працездатності», він радив робити ін'єкції сироваток, переливання крові, вживати ендокринні препарати, бджолину та зміїну отрути.
У своїй роботі «Концепції виду в біології: розвиток ідей в Україні» (2019) науковець Ігор Загороднюк пише про пропагандистську діяльність Гаврила Машталера в біології та його відкидання напрацювань ламаркістів нової хвилі.

## Науковий доробок (частковий)
- «Диалектика природы в трудах классиков марксизма»: (Библиография) / Г. Машталер; Одесский гос. ун-т. — Одесса: [б. и.], 1936. — 46 с.
- «Роль фенотипической и генотипической приспособленности в эволюции организмов»: (Эволюция приспособлений) / Одес. гос. ун-т. — Одесса: [б. и.], 1940. — 212 с.
- «Рудиментарные окраски у птиц» // Доклады Академии наук СССР. Новая серия. — М., 1940. — т. 29. — № 1. — С. 75—78.
- «Влияние низких температур на инкубацию цыплят» // Бюл. эксперим. биологии и медицины. — 1943. — Т. 16. — вып. 3.
- «Влияние чужеродного яичного белка на развитие птицы» // Доклады Академии наук СССР. — 1950. — Т. 71. — № 3.
- «Використання для рибного господарства замкнених лиманів півдня України» // Наук. зап. Київ. пед. інституту. — 1952. — Т. 12. — № 1.
- «Курс дарвінізму: підручник» / П. Л. Іванченко, Г. А. Машталер. — К.: Радянська школа, 1963. — 351 с.
- «„Диалектика природы“ Фридриха Энгельса и современные проблемы биологии» / Б. А. Рубин. , Г. А. Машталер — 1970. — 61 с.

## Нагороди
- 1940 — грамота Народного комісаріату освіти УРСР;
- 1944 — грамота Президії Верховної Ради УРСР;
- 1946 — медаль «За трудову доблесть»;
- 1954 — орден Трудового Червоного Прапору;
- почесна грамота Президії Верховної Ради УРСР.